# Volta Seca
Antônio dos Santos (Saco Torto, 13 de março de 1918 – Estrela Dalva, 2 de fevereiro de 1997), conhecido como Volta Seca, foi um cangaceiro sergipano do bando de Lampião. Entrou para o cangaço aos onze anos de idade, após cometer, com apenas dez anos, seu primeiro homicídio. Assim como Lampião, também foi comparado ao fora da lei Jesse James.

## Biografia

### Entrada no cangaço
O cangaceiro mais jovem do bando de Lampião, Antônio dos Santos, mais conhecido como Volta Seca, ingressou no bando com apenas 11 anos, por causa de brigas frequentes com sua madrasta e, também, segundo ele, por fugir da polícia por ter assassinado o homem que estuprou sua irmã, aos dez anos de idade, indo para o grupo. Suas funções diárias se limitavam a banhar os cavalos, lavar louças, roupas sujas e espionar cidades que havia muitos policias em ronda, passando desde logo a ser o famoso Volta Seca. Tanto apanhou que se passou a ser um dos cangaceiros mais violentos de todo o bando. Apesar de semialfabetizado, escrevia com muita facilidade versos e também compunha músicas que o bando inteiro conhecia e entoava com entusiasmo quando estava acampado em alguma fazenda sob proteção do próprio dono.
Em 1929, Volta Seca participou da chacina de Queimadas.

### Prisão, fugas e indulto
Volta Seca foi preso três vezes, tendo fugido nas duas primeiras. Na primeira vez, aos quinze anos, em março de 1932, após ser capturado na Bahia, foi transferido para um presídio em Salvador. Nessa ocasião, duas mil pessoas recepcionaram sua chegada à cidade, antes de ser levado à cadeia. Em 1939, enquanto se encontrava preso, foi visitado por Irmã Dulce, canonizada em 2019, que tocava sanfona para os prisioneiros. Em 1944, conseguiu escapar do presídio, em companhia de Manoel Pompilio, e foi caminhando da Bahia até Sergipe, percurso que demorou vinte dias. Empreendeu a segunda fuga em 1946.

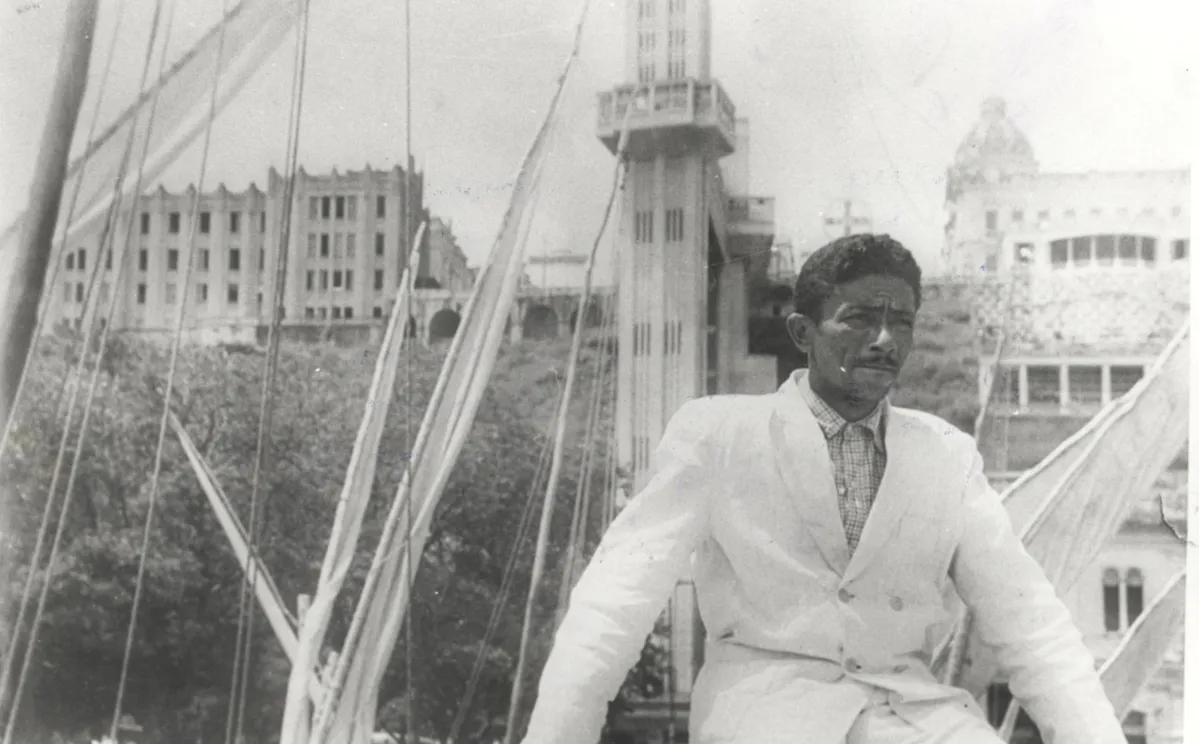
Volta Seca em frente ao Elevador Lacerda, após ser libertado

À revelia do Código de Menores de 1927, em vigor na época, que estabelecia a maioridade penal aos dezoito anos de idade, Volta Seca foi julgado, aos quinze, e sentenciado a 145 anos de prisão. Ulteriormente a pena foi reduzida para trinta, e, finalmente, para vinte anos. O cangaceiro relatou, aliás, ter solicitado intervenção de Irmã Dulce para conseguir diminuir a pena. Além disso, foi objeto de estudos de antropologia criminal por Estácio de Lima, médico-legista, e Arthur Ramos, diretor do Instituto Nina Rodrigues, que constataram a ausência de "estigmas lombrosianos" em Volta Seca e advogaram pela sua libertação, visto que o direito à ampla defesa também não foi respeitado. Inclusive, Estácio de Lima o convidou a trabalhar no Instituto. Em 24 de março de 1952, após vinte anos preso, foi liberado do cárcere em decorrência do indulto presidencial concedido Getúlio Vargas e solicitado, pessoalmente, pelo médico quatro vezes. O dinheiro que acumulou no presídio, cerca de oito contos de réis, doou aos pobres após deixar a cadeia.

### Vida após o cangaço
Após deixar o cangaço, Volta Seca teve treze filhos e trabalhou na Estação Barão de Mauá. Gravou, em 1957, o LP de 10 polegadas "As cantigas de Lampeão", com direção do maestro Guio de Morais e narração do locutor da Rádio Nacional, Paulo Roberto. Lançado pela gravadora Todamérica, o disco continha as músicas do Cangaço, entre elas "Mulher Rendeira" e "Acorda Maria Bonita".
Em 1952, colaborou no célebre filme O Cangaceiro (1953), de Lima Barreto, oferecendo seu testemunho sobre a vida no cangaço. Em 1963, procurou a redação do jornal A Tarde, descontente com boatos de que ele se dedicou, no cárcere, ao ofício do crochê e com a sugestão de que ele fosse homossexual, publicada em uma reportagem de 27 de março de 1957 do jornal soteropolitano: "na Penitenciária dedicou-se a tarefas mais próprias às mulheres, executando trabalhos em ‘tricot’ de fino gosto! Quando parecia que deixava a prisão marcado por uma anomalia sexual, casa-se cá fora ‘Volta-Seca’, hoje já sendo pai por duas vezes".
Volta Seca faleceu aos 78 anos vítima de um enfisema pulmonar.

## Representações culturais
- A personagem Volta Seca, no livro Capitães da Areia (1937), de Jorge Amado, foi inspirada no cangaceiro Antônio dos Santos.[11]  Segundo o jornalista Gilfrancisco Santos, doutor honoris causa pela Universidade Federal de Sergipe,[12] essa representação desagradou Volta Seca, que chegou a ameaçar o escritor baiano.[4]
- O cordel Volta Seca – Um menino no Cangaço, de Gonçalo Ferreira da Silva, narra a história de Antônio dos Santos.[13]
- Foi representado por Zé Katimba no desfile da Imperatriz Leopoldinense no Carnaval de 2023 sobre Lampião.